# Aper-Aku-Stadion
Aper-Aku-Stadion (englisch Aper Aku Stadium) ist ein Stadion in Makurdi, Nigeria. Es fasst 15.000 Zuschauer und wird zurzeit hauptsächlich als Fußballstadion genutzt. 
Der heimische Fußballverein Lobi Stars trägt hier seine Heimspiele aus.